# Gornje Međurovo
Gornje Međurovo (em cirílico: Горње Међурово) é uma vila da Sérvia localizada no município de Palilula, pertencente ao distrito de Nišava, na região de Ponišavlje. A sua população era de 988 habitantes segundo o censo de 2011.

## Demografia
| 1948 | 1953 | 1961 | 1971 | 1981 | 1991 | 2002 | 2011 |
| ---- | ---- | ---- | ---- | ---- | ---- | ---- | ---- |
| 922  | 1020 | 1084 | 1033 | 1082 | 1016 | 1021 | 988  |